# Leimbach (Emme)
Der Leimbach ist ein rund 5,3 km langer linker Nebenfluss am Oberlauf der Emme im Schweizer Kanton Bern und gehört zum Einzugsbereich der Aare und des Rheins. Er ist das erste bedeutende Fliessgewässer, das von links in die Emme mündet. Er ist ein steiles, mittleres Fliessgewässer der montanen, karbonatischen Alpennordflanke.

## Geographie

### Verlauf

#### Blattegrabe
Der Leimbach entwässert das Tal im Nordosten der Gemeinde Habkern unter dem Bergstock Hohgant. Seine Quellbäche entspringen unter dessen Südgrat auf der Höhe von etwa 1750 m. Der Hauptstrang am Oberlauf ist der Blattegrabe, in den vier kleine Bäche münden, die alle Abeweidgräbli genannt werden. Nach 1,5 Kilometern nimmt der Bach in einer Felsenschlucht von rechts den Wydegggrabe und den Schlüpfgrabe und von links den Ällgäuligrabe auf und wird von dort an Leimbach genannt.

#### Leimbach
In seinem weiteren Verlauf sammelt er von links mehrere weitere Nebenbäche, die vom verkarsteten Hohgant herunterfliessen, und auf der rechten Seite einige kurze Bäche aus dem Moorgebiet am Bergrücken Heitbüel und Nolle. Sein Einzugsgebiet ist stark bewaldet; das offene Grasland oberhalb der Waldgrenze und in Rodungslichtungen wird von den Alpkorporationen Scherpfenberg und Ällgäu-Habchegg als Alpweide genutzt. Der Wildbach hat bei dem verhältnismässig grossen Sohlgefälle in den anstehenden Felsen aus Sandstein, Mergel und Flysch und die darauf liegenden Gletschermoränen ein tiefes, auf weite Strecken nur schwer zugängliches Tobel mit Felsabbrüchen und Hangrissen gegraben. Das Tal folgt stellenweise einer bei der Entstehung der Alpen herausgebildeten Verwerfung am Rand der Helvetischen Decken. Die Aufschlüsse im Bachtobel sind seit dem 19. Jahrhundert bekannt als Fundort eozäner Fossilien.
Beim Rodungsgebiet Harzisbode, das auf den Betrieb einer Glashütte im 18. Jahrhundert zurückgeht, mündet der Leimbach, etwas mehr als 600 Meter unter der Quellhöhe, in die Emme.

### Einzugsgebiet
Das 9,21 km² grosse Einzugsgebiet des Leimbachs wird durch die Emme, die Aare und den Rhein zur Nordsee entwässert.
Es grenzt im Süden an das Quellgebiet der Emme, im Osten und Norden (im Tal Bumbach) an deren Oberlauf, im Nordosten an den Graben des Inneren Harzisbodenbachs und im Westen an das Quellgebiet des Troubachs, der bei Habkern in den Lombach mündet. Ein bedeutender Teil des auf den Hohgant fallenden Niederschlagswassers erreicht jedoch die offenen Gewässer rund um den Berg nicht, sondern versickert im Karstgebiet und fliesst unterirdisch durch die Siebenhengste-Hohgant-Höhle ab.
Das Gebiet besteht zu 58,2 % aus bestockter Fläche, zu 25,5 % aus Landwirtschaftsfläche, zu 0,6 % aus Siedlungsfläche und zu 15,7 % aus unproduktiven Flächen.
Die Flächenverteilung
Die mittlere Höhe des Einzugsgebietes beträgt 1586,7 m ü. M. Die höchster Erhebung ist der Hohgant mit einer Höhe von 2197 m ü. M. im Norden des Einzugsgebietes.

### Zuflüsse
Direkte und indirekte Zuflüsse, jeweils von der Quelle zur Mündung mit Längen in km, Einzugsgebiet in km² und Mittlerer Abfluss (MQ) in m³/s
- Blattegrabe (linker Quellbach, Hauptstrang), 1,7 km, 4,81 km², 0,19 m³/s
  - Abeweidgräbli I (rechts), 0,3 km
  - Abeweidgräbli II (rechts), 0,3 km
  - Abeweidgräbli III (links), 0,3 km
  - Abeweidgräbli IV (links), 0,4 km
  - Aellgäuligrabe (links), 0,4 km
- Wydegggrabe (rechter Quellbach, Nebenstrang), 1,1 km
- Schlüpfgrabe (rechts), 0,5 km
- Schlupfgrabe (rechts), 1,0 km
- Betschingelgrabe (links), 1,1 km, 1,0 km²
- Bröndlisfluegraben (links), 0,4 km
- Marchgrabe (rechts), 1,2 km, 0,76 km²
  - Obers Wääligräbli (links), 0,2 km
  - Äbenegggrabe (links), 0,5 km
    - Äbeneggbächli (links), 0,3 km

  - Unders Wääligräbli (rechts), 0,2 km
- Inners Grüeneggbächli (rechts), 0,9 km
- Üssers Grüeneggbächli (rechts), 0,4 km
- Grüeneggwaldgräben I  (rechts), 0,4 km
- Grüeneggwaldgräben II  (rechts), 0,4 km[8]
- Grüeneggwaldgräben III  (rechts), 0,2 km
- Grüeneggwaldgräben IV  (rechts), 0,2 km
- Grüeneggwaldgräben V  (rechts), 0,2 km
- Grüeneggwaldgräben VI  (rechts), 0,2 km
- Grüeneggwaldgräben VII  (rechts), 0,3 km
- Grüeneggwaldgräben VIII  (rechts), 0,2 km
- Schluechtgrabe (links), 1,1 km, 0,77 km²
- Scherpfeberggrabe (links), 0,8 km
  - Inner Lengschopfgrabe (links), 0,3 km
  - Üssere Lengschopfgrabe (links), 0,5 km

## Hydrologie
An der Mündung des Leimbachs in die Emme beträgt seine modellierte mittlere Abflussmenge (MQ) 350 l/s. Sein Abflussregimetyp ist nival alpin, und seine Abflussvariabilität beträgt 18.
Der modellierte monatliche mittlere Abfluss (MQ) des Leimbachs in l/s

## Schutzgebiete
Im Quellgebiet des Leimbachs und neben dessen Bachlauf liegen wertvolle, geschützte Moore. Es sind dies die Gebiete «Ällgäu», «Moor zwischen Lombachalp und Teufen», «Hintere und Vordere Nollen», «Schärpfenberg» und «Habchegg», die im Bundesinventar der Flachmoore von nationaler Bedeutung verzeichnet sind. Der Talboden bei der Leimbachmündung ist als Auenschutzgebiet von nationaler Bedeutung ausgewiesen.
Das Leimbachtal befindet sich zudem innerhalb von Landschaftsschutzgebieten, die wegen der grossen Bedeutung für die Geologie, die Landschaftsgeschichte und die Biodiversität durch verschiedene Instrumente geschützt sind. Die Landschaft «Habkern/Sörenberg» ist im Bundesinventar der Moorlandschaften von besonderer Schönheit und von nationaler Bedeutung aufgeführt und gilt zudem als wertvolles «Smaragdgebiet» im Sinne des Übereinkommens über die Erhaltung der europäischen wildlebenden Pflanzen und Tiere und ihrer natürlichen Lebensräume (Berner Konvention). Die Quellen des Leimbachs und die Alp Ällgäu liegen im Schutzgebiet «Hohgant» des Bundesinventars der Landschaften und Naturdenkmäler von nationaler Bedeutung. Der Kanton Bern hat das ganze Hochtal südlich des Hohgant mit den Quellbächen der Emme und dem Leimbach als Naturwaldreservat «Grünenbergpass» bezeichnet. Dieses Grosswaldreservat ist das grösste Waldschutzgebiet der Schweiz.

## Verkehr
Vier Flurstrassen, die vor allem der Forst- und der Alpwirtschaft dienen, überqueren den Bachgraben. Die Strasse von Habkern zum Harzisbode ist eine Teilstrecke der von SchweizMobil eingerichteten nationalen Mountainbikeroute 2 und der lokalen Route 452 um den Hohgant.